# Брендан Клонфертски
Брендан Клонфертски е ирландски монах и пътешественик.

## Биография
Брендан Клонфертски е роден през 484 или 486 година. Става свещеник и създава много манастири в Ирландия и Шотландия, най-известният от които е катедралата в Клонферт (Clúain Ferta Brénaind).
Счита се, че Брендан пътува до Хебридските острови, до Западна Шотландия и до Бретан. Според някои исторически извори през 516 година, по време на свое пътешествие отвъд Атлантическия океан, мореплавателят заедно с още 17 монаси открива митичен остров. Зеленината му привлича вниманието на другарите и те слизат, за да го видят. Брендан го описва като горист, с множество цветя и плодове. Островът впоследствие е кръстен на своя откривател.
Брендан Клонфертски умира през 575, 577 или 583 година.